# Annickia polycarpa
Annickia polycarpa là loài thực vật có hoa thuộc họ Na. Loài này được (DC.) Setten & Maas mô tả khoa học đầu tiên năm 1990.